# Finisterres
Albums de Dan Ar Braz et l'Héritage des Celtes
En concert
(1994) Zénith
(1998)
Finisterres est le deuxième album studio de l'Héritage des Celtes et le quatorzième album studio de Dan Ar Braz, paru en 1997 chez Columbia. 
Il est récompensé en 1998 aux Victoires de la musique dans la catégorie « album de musiques traditionnelles ou de musiques du monde de l’année ».

## Conception et parution
L'album est enregistré entre mars 1996 et juillet 1997 au Windmill Lane Recording Studio de Dublin.
Dan ar Braz dédie cet album « à tous ceux qui, à leur manière et en leur temps, ont œuvré pour l'existence de la Bretagne et les échanges inter celtiques ».
L'album paraît en octobre 1997 sous le label Columbia de Sony Music. Dès son entrée dans le Top Albums France, il atteint la 20e position et occupe la semaine suivante la 19e place, début novembre. Il reste classé pendant 23 semaines.

## Caractéristiques artistiques
Broken Prayer ouvre l'album ; c'est un instrumental très rythmé tant par les instruments traditionnels (bouzoukis, cornemuses, bombardes) que la structure rock, batterie et guitares notamment. Holyhead et une chanson de Dan Ar Braz chantée par Elain Morgan. La Costa de Galicia est un instrumental traditionnel joué principalement par Carlos Nuñez. Mi le M' Uilinn Dan est une chanson douce et émouvante interprétée par Karen Matheson. Ril an Suaimhnis est un instrumental où s'illustre l'accordéon et la harpe. Le Pays est une chanson sur la Bretagne interprétée par Gilles Servat. Evit Ar Barz est une chanson de Dan Ar Braz interprétée par Karen Matheson. La Broella est un rite funéraire dédié aux disparus en mer originaires de l’île d'Ouessant, chantée par le brestois d'adoption Manu Lann Huel. Le medley suivant, arrangé par Donald Shaw, est joué principalement au violon et à l'accordéon. Left in Peace est une chanson écrite par Dan Ar Braz et chantée par les voix féminines. Finisterres est un morceau calme et reposant. Se Mo Gradh Na Gamhna Geala (« Mon amour est un de ces jeunes hommes ») est une chanson des îles Hébrides composée au XVIIe siècle à propos des jeunes Écossais qui partaient chercher fortune en tant que mercenaires à la solde des chefs de clans irlandais. Chantée par Karen Matheson, l'air est joué à la guitare sèche, au violon et à la cornemuse principalement. Après un medley irlandais, l'album se termine en beauté avec la chanson en breton Diwanit Bugale (« Que naissent / germent les enfants ») interprétée par Karen Matheson, Elaine Morgan et Gilles Servat. Cette dernière sera choisie pour représenter la France au concours de l'Eurovision.

## Fiche technique

### Liste des titres
| No  | Titre                                                                 | Interprètes                                    | Durée |
| --- | --------------------------------------------------------------------- | ---------------------------------------------- | ----- |
| 1.  | Broken Prayer                                                         |                                                | 2:48  |
| 2.  | Holyhead                                                              | Elaine Morgan                                  | 4:04  |
| 3.  | La Costa de Galicia                                                   | Carlos Núñez                                   | 3:36  |
| 4.  | Mi le M' Uilinn Dan                                                   | Karen Matheson                                 | 4:32  |
| 5.  | Ril an Suaimhnis (The Cooper Hills of Beara)                          |                                                | 3:50  |
| 6.  | Le Pays                                                               | Gilles Servat                                  | 5:33  |
| 7.  | Evit Ar Barz                                                          | Karen Matheson                                 | 4:32  |
| 8.  | La Broella                                                            | Manu Lann Huel                                 | 4:11  |
| 9.  | Kilbrandon / The Little Cascade                                       |                                                | 3:43  |
| 10. | Left in Peace                                                         | Elaine Morgan & Karen Matheson                 | 4:43  |
| 11. | Finisterres                                                           |                                                | 3:38  |
| 12. | Se Mo Gradh Na Gamhna Geala                                           | Karen Matheson                                 | 4:14  |
| 13. | The Chestnut Tree / The Dreaming Sea / Micheal O'Dwyer's Jig (medley) |                                                | 4:31  |
| 14. | Diwanit Bugale                                                        | Elaine Morgan & Karen Matheson & Gilles Servat | 4:18  |

### Crédits
- Producteur : Dónal Lunny
- Arrangeurs : Donald Shaw, Carlos Núñez, Karen Matheson, Dónal Lunny

#### Musiciens
- Karen Matheson : chant
- Elaine Morgan : chant
- Gilles Servat : chant
- Manu Lann Huel : chant
- Dan Ar Braz : guitares électriques et acoustiques
- Dónal Lunny : bouzouki, bodhran, guitare acoustique
- Sharon Shannon : accordéon diatonique
- Maire Ni Chathasaigh : harpe
- Carlos Nuñez : gaïta (cornemuse galicienne), flûte
- Doudou Ndiaye Rose : percussions
- Noël Bridgeman : percussions
- Nollaig Casey: fiddle
- Ray Fean : batterie
- Eoghan O'Neill : basse
- Jacques Pellen : guitare 12 cordes
- Gilles Le Bigot : guitare
- Ronan Le Bars : uilleann pipes, cornemuse
- Donald Shaw : claviers
- Philippe Bizais : claviers
- Graham Henderson : claviers, mandoline
- John Mc Sherry : uilleann pipes, flûte, low whistle
- Nicolas Quemener : flûte
- Erwan Ropars : cornemuse en do
- Fionn O'Lochlainn : basse
- Robbie Casserly : batterie
- Christian Lemaître : fiddle
- Máirtín O'Connor : accordéon diatonique
- Malachy Robinson : contrebasse
- Liam O'Flynn: uilleann pipes, low whistle

avec
- Bagad Kemper: bombarde, cornemuses, batterie écossaise

#### Techniciens
- Enregistrement et mixage : Andrew Boland et Brian Masterson aux Studios Windmill Lane
- Assistants : Ciaran Cahill et Conan Doyle